# Samsung Galaxy Mega 2
El Samsung Galaxy Mega 2 es un híbrido de teléfono inteligente/tableta Android ("phablet" o "tablet phone") fabricado por Samsung y es el sucesor del Samsung Galaxy Mega. Fue lanzado en septiembre de 2014. Tiene una pantalla 720*1280, un procesador Quad Core de 1.7 GHz y una cámara de 8 megapíxeles. El teléfono ejecuta Android 4.4.4 "KitKat" y el almacenamiento interno es de 8 o 16 GB (utilizable 5,34 o 12 GB). Su última actualización fue a Android 5.1.1.

## Características
- Ventana múltiple - Capacidad de pantalla dividida
- La pantalla de inicio está disponible en modo horizontal
- S Voice - Asistente personal y navegador de conocimiento.
- Smart Stay: utiliza la cámara frontal para seguir tus ojos y solo apaga la pantalla si no estás mirando.
- Smart dual SIM (SM-G75008Q) (SM-G750H)

## Hardware
El Galaxy Mega se parece en gran medida al Galaxy S5, y los dos comparten características similares. Los usuarios pueden personalizar la pantalla de bloqueo y acceder rápidamente a la configuración desde la barra de notificaciones desplegable. Incluye Ventana múltiple, que permite a los usuarios usar varias aplicaciones en la misma pantalla, una función que se ve mejorada con la pantalla LCD de 6.0 pulgadas del teléfono (720 x 1280).
La cámara trasera de 8 megapíxeles viene con numerosos modos de disparo como HDR (Rich Tone), Disparo continuo, Deportes, Beauty Face, Disparo y más, Recorrido virtual, Sonido y disparo, Modo nocturno y Panorama. Los usuarios pueden almacenar música, fotos y videos adicionales con hasta 64 GB de almacenamiento fungible con una tarjeta microSD externa. Una batería removible de 2,800mAh debería permitir que el teléfono funcione durante todo el día con una sola carga. El Galaxy Mega funciona con un procesador Quad Core con 1.5 GB de VRAM.

## Diseño
El Galaxy Mega 2 mide 6.6 x 3.46 x 0.31 pulgadas y pesa 7.1 onzas. El diseño se asemeja a un Samsung Galaxy S5 ampliado.

## Software
El Samsung Galaxy Mega 2 ejecuta Android KitKat OS 4.4.4 con la interfaz TouchWiz de Samsung. El modo de múltiples ventanas de Samsung está en el centro del dispositivo. Al igual que otros teléfonos Galaxy, la pantalla de bloqueo se puede personalizar con widgets y accesos directos. Siete pantallas de inicio personalizables están disponibles para el usuario. 11 botones de configuración rápida en el cajón de notificaciones permiten a los usuarios alternar funciones que incluyen conectividad Wi-Fi, Modo de sonido, Ahorro de energía ultra y Ahorro de energía. Estos botones se pueden reorganizar haciendo clic en un botón de mosaico en la esquina superior derecha del cajón de notificaciones.

## Variantes
- SM-G750F - Pantalla de 6.0 pulgadas, CPU de 1.5 GHz, 1.5 GB de RAM, 16 GB de almacenamiento incorporado - Soporte LTE - No hay soporte dual SIM
- SM-G7508 - Pantalla de 6.0 pulgadas, CPU de 1.2 GHz, 1.5 GB de RAM, 16 GB de almacenamiento incorporado - Soporte LTE - sin soporte dual SIM
- SM-G7508Q - Pantalla de 6.0 pulgadas, CPU de 1.2 GHz, 1.5 GB de RAM, 8 GB de almacenamiento incorporado - Soporte LTE - Soporte dual SIM
- SM-G750H - Pantalla de 6.0 pulgadas, CPU de 1.2 GHz, 1.5 GB de RAM, 8 GB de almacenamiento incorporado - sin soporte LTE - soporte dual SIM
- SM-G750A: pantalla de 6.0 pulgadas, CPU de 1.5 GHz, 1.5 GB de RAM, 16 GB de almacenamiento incorporado, compatibilidad con LTE, sin soporte dual SIM